# البحر بيضحك ليه (فلم)
البحر بيضحك ليه (بالفصحى:لماذا يضحك البحر) فيلم مصري انتج عام 1995, إخراج د.محمد القليوبي وبطولة محمود عبد العزيز، حنان شوقي، نهلة سلامة، نجاح الموجي، شوقي شامخ، محمد لطفي، قصة وسيناريو وحوار محمد كامل القليوبي وإنتاج أحمد سعد.

## القصة
يصاب حسين بحالة من الاكتئاب بسبب الروتين الممل وضغوطات الحياة التي يواجهها كموظف ورب أسرة, فيقرر أن يهرب من واقعه ومن عمله وأسرته. يتعرف على نعيمة التي تعمل حاوية في إحدى الفرق الجوالة بالشوارع ويتزوجها.ويحيى حياة جديدة تفضح العالم المزيف.

## إهداء
أهدى الفيلم إلى صانعي أول فيلم روائي طويل في تاريخ السينما المصرية, كماورد ذلك في بداية الفيلم متمثلا بالجملة التالية :
«إلى ذكرى الرواد الشجعان للسينما المصرية الذين قاموا عام 1928 بعمل أول فيلم روائي كوميدي طويل في تاريخ السينما المصرية بعنوان البحر بيضحك ..نهدي هذا الفيلم».

## روابط خارجية
- مقالات تستعمل روابط فنية بلا صلة مع ويكي بيانات